# Екс Скуола Моцавинчи (Мачерата)
Екс Скуола Моцавинчи (итал. Ex Scuola Mozzavinci) насеље је у Италији у округу Мачерата, региону Марке.
Према процени из 2011. у насељу је живело 14 становника. Насеље се налази на надморској висини од 130 м.